# Vladimir Krasnov
Pour les articles homonymes, voir Krasnov.
Vladimir Aleksandrovich Krasnov (en russe : Владимир Александрович Краснов ; né le 19 août 1990 à Bratsk) est un athlète russe spécialiste du 400 mètres.

## Carrière
Vladimir Krasnov se classe troisième des Championnats du monde jeunesse de 2007, compétition mettant aux prises les meilleurs athlètes de moins de dix-sept ans. Il se distingue en début d'année 2010 en améliorant son record personnel du 400 m lors de la réunion de Yerino avec le temps 45 s 12, peu avant de terminer troisième des Championnats d'Europe par équipes derrière le Britannique Martyn Rooney et le Français Leslie Djhone.
Sélectionné pour faire partie du relais 4 × 400 m russe lors des Championnats d'Europe d'athlétisme 2010 à Barcelone, il devient champion d'Europe avec ses coéquipiers Maksim Dyldin, Aleksey Aksyonov et Pavel Trenikhin, pour conclure victorieusement le relais en 3 min 2 s 14, en devançant le Britannique Martyn Rooney de 13 centièmes.
En 2013, aux Championnats du monde à Moscou, le relais 4 × 400 m composé de Krasnov, Maksim Dyldin, Lev Mosin et Sergey Petukhov remporte la médaille de bronze en 2 min 59 s 90 derrière les États-Unis et la Jamaïque.

### Palmarès
| Date | Compétition                       | Lieu      | 400 m | 4 × 400 m |
| ---- | --------------------------------- | --------- | ----- | --------- |
| 2007 | Championnats du monde jeunesse    | Ostrava   | 3e    |           |
| 2010 | Championnats d'Europe par équipes | Bergen    | 3e    | 1er       |
| 2010 | Championnats d'Europe             | Barcelone | 4e    | 1er       |
| 2010 | Coupe continentale                | Split     |       | 2e        |
| 2011 | Championnats d'Europe espoirs     | Ostrava   | 4e    | 3e        |
| 2012 | Jeux olympiques                   | Londres   |       | 5e        |
| 2013 | Championnats d'Europe en salle    | Göteborg  |       | 2e        |
| 2013 | Championnats d'Europe par équipes | Gateshead | 1er   | 2e        |
| 2013 | Universiade                       | Kazan     | 1er   | 1er       |
| 2013 | Championnats du monde             | Moscou    |       | DQ        |
| 2014 | Championnats d'Europe par équipes | Brunswick |       | DQ        |
| 2014 | Championnats d'Europe             | Zurich    |       | DQ        |

### Records personnels
| Épreuve       | Temps   | Lieu    | Date         |
| ------------- | ------- | ------- | ------------ |
| 400 m         | 45 s 12 | Yerino  | 11 juin 2010 |
| 400 m (salle) | 46 s 86 | Saransk | 3 mars 2012  |